# Kallithéa (ort i Grekland, Peloponnesos, Nomós Korinthías)
Kallithéa (Kallithea) är en ort i Grekland.   Den ligger i prefekturen Nomós Korinthías och regionen Peloponnesos, i den centrala delen av landet, 110 km väster om huvudstaden Aten. Kallithéa ligger 867 meter över havet och antalet invånare är 232.
Terrängen runt Kallithéa är varierad. Runt Kallithéa är det ganska glesbefolkat, med 39 invånare per kvadratkilometer. Närmaste större samhälle är Xylókastro, 15,6 km öster om Kallithéa. 